# جنود الله
جنود الله رواية للروائي السوري فواز حداد. صدرت الرواية لأوّل مرة عام 2010 عن دار الريّس للكتب والنشر في بيروت. ودخلت في القائمة الطويلة للجائزة العالمية للرواية العربية لعام 2011، المعروفة باسم «جائزة بوكر العربية».

## حول الرواية
يروي الكاتب السوري «فواز حداد» في هذه الرواية حكاية أحداثها تجري في العراق بعد الاحتلال الأمريكي، وتسرد حكاية والد يبحث عن ولده الذي التحق بتنظيم القاعدة، آملا ان يعود به إلى سوريا. مع وجود حماية أجهزة الاستخبارات الاميركية والسورية، يُخطف الوالد من قبل خصومه ويجد نفسه أمام الزرقاوي.